# 皮埃爾·德佩
皮埃爾·德佩（法語：Pierre Jean Capretz，1925年1月30日—2014年4月1日）是一名教育家和作家、法语教师。他毕业于巴黎大学，后再1949年，任教于佛罗里达大学，1956年，加入耶鲁大学，担任语言发展中心主任。他是PBS电台的《实用法语》节目的制作人。2014年，他因病去世，享年89岁。